# 2016年夏季奥林匹克运动会中国射击队
参加2016年夏季奥林匹克运动会的中国射击队共计44人，其中运动员24人，官员与工作人员20人，领队高志丹。

## 人员构成
| 2016年里约奥运中国射击队人员组成 |
| 运动员： 男运动员（15人）： 庞伟、 女运动员（9人）： 杜丽、 |
| 官员与工作人员： 领队高志丹，副领队肖昊鹏； 教练员（15人）：王义夫、常静春、马军、邵建华、陈继元、盛浩明、张民宪、薛保全、孙盛伟、张会群、王晓、江泽祥、张卫刚、王跃舫、张秋萍； 医生（2人）：刘宝荣、李小东，其他管理人员（1人）：苏之渤。 |

## 射擊

### 女子50米步枪三种姿势
中国参加女子50米步枪三种姿势比赛 。
三种姿势资格赛

杜丽